# 罐车

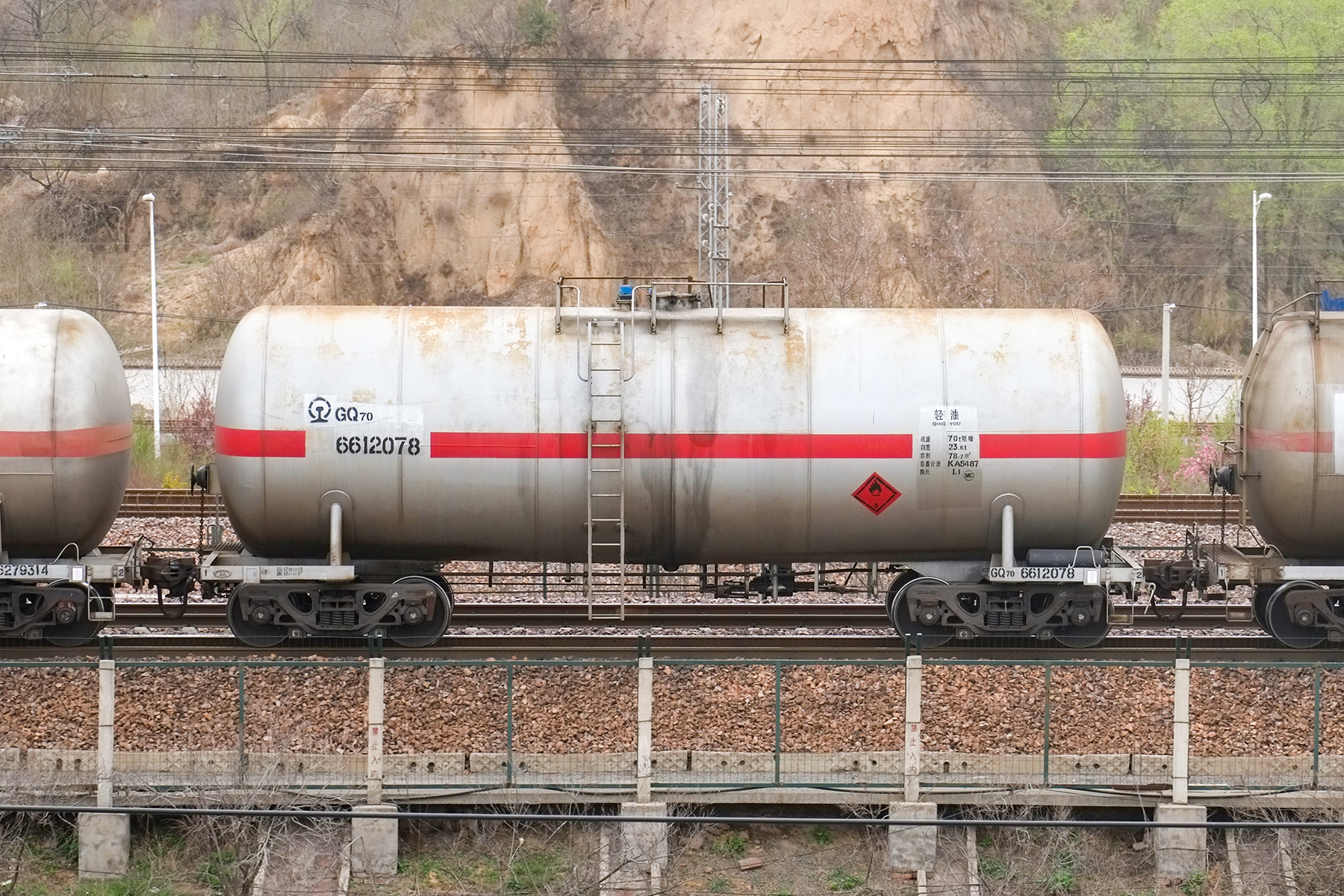
GQ70型轻油罐车

罐车是一种铁路货车，主要由压力容器和轉向架构成，用来装运各类液体货物。根据所盛液体不同，可分为普通罐车和危险品罐车。
中国铁路货车基本型号用“G”表示罐车。在主型号后面再附加一到两个字母表示装载介质。
台灣鐵路管理局使用「T」，並在前面加一字母表示裝載物，例如「GT」為汽油罐車、「ST」為硫酸罐車。例外有「W」為水罐車、「L」為油罐車。
日本貨物鐵道（JR貨物）以（TaKi）表示罐車。

## 中國罐車

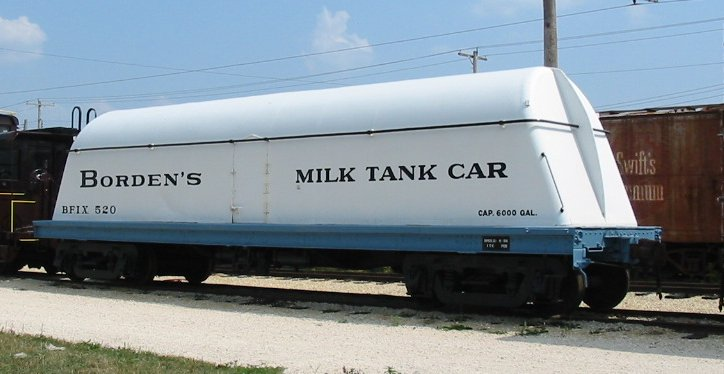
牛奶罐车

- 中国铁路G6型罐车
- 中国铁路G9型罐车
- 中国铁路G10型罐车
- 中国铁路G11型酸碱罐车
- 中国铁路G12型食油罐车
- 中国铁路G14型罐车
- 中国铁路G15型罐车
- 中国铁路G16型罐车
- 中国铁路G17型罐车
- 中国铁路G18型罐车
- 中国铁路G19型罐车
- 中国铁路G50型罐车
- 中国铁路G60型罐车
- 中国铁路G70型罐车
- 中国铁路G73型罐车
- 中国铁路G75型罐车
- 中国铁路GF型腐蚀品罐车
- 中国铁路GH型化学品罐车
- 中国铁路GJ型液碱罐车
- 中国铁路GL型沥青罐车
- 中国铁路GN型粘油罐车
- 中国铁路GQ型轻油罐车
- 中国铁路GS型食油罐车
- 中国铁路GS70型浓酸罐车
- 中国铁路GW型有毒品罐车
- 中国铁路GY型液化气体罐车